# برج (حديبو)

تعديل مصدري - تعديل

برج إحدى قرى مديرية حديبو التابعة لمحافظة سقطرى، بلغ تعداد سكانها 98 نسمة حسب تعداد اليمن لعام 2004.